# نهر سيمارون
نهر سيمارون (بالإنجليزية: Cimarron River؛ باللغة الشيويرية[لغات سيووية]: Ñíhgu؛ وتعني نهر الملح) هو نهر يمتد على طول يقدر بـ698 ميل (1,123 كـم) عبر ولايات نيو مكسيكو وأوكلاهوما وكولورادو وكانساس الأمريكية. يتدفق منبع النهر من جونسون ميسا غرب بلدة فولسوم في شمال شرق نيو مكسيكو. يقع جزء كبير من طول النهر في أوكلاهوما، حيث يحدها في بعض المناطق قبل أن يمر عبر إحدى عشرة مقاطعة. لا توجد مدن رئيسية على طول مساره. يدخل النهر إلى أوكلاهوما بانهاندل بالقرب من كينتون، ويعبر الركن الجنوبي الشرقي من كولورادو إلى كانساس، ويعيد دخول أوكلاهوما بانهاندل، قبل أن يعيد الدخول إلى كانساس، ويعود أخيرًا إلى أوكلاهوما حيث ينضم إلى نهر أركنساس ليصب في بحيرة كيستون غرب مدينة تولسا. يضم النهر حوضًا إجماليا يبلغ حجمه حوالي 18,927 ميل مربع (49,020 كـم2).

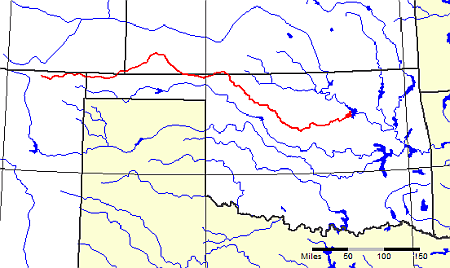
يتدفق نهر سيمارون (المميز باللون الأحمر) عبر أربع ولايات في الغرب الأمريكي.

## أصل التسمية
يأتي الاسم الحالي للنهر من الاسم الإسباني القديم، "Río de los Carneros Cimarrones"، والتي نعني عادةً باسم "نهر الأغنام البرية". تشمل الأسماء الإنجليزية السابقة للنهر نهر "سالين الكبير" و"نهر جيفرسون" (في خريطة جون ميليش بالولايات المتحدة لعام 1820) و"ريد فورك" و"سالت فورك".

## المسار
في شمال شرق نيو مكسيكو وفي أقصى غرب أوكلاهوما، يُعرف النهر باسم نهر سيمارون الجاف. وهو ليس جافًا تمامًا، ولكن في بعض الأحيان تختفي مياهه تمامًا تحت الرمال في قاع النهر. يتبع النهر طريق "سيمارون الجاف" من فولسوم إلى حدود أوكلاهوما. يصبح الممر المائي ببساطة نهر سيمارون بعد أن انضم إليه كاريزوزو كريك داخل حدود أوكلاهوما، غرب كنتون. ينشأ نهر كاريزوزو كريك أيضًا في نيو مكسيكو ويخرج إلى أوكلاهوما قبل العودة إلى نيو مكسيكو ثم العودة إلى أوكلاهوما قبل الانضمام إلى النهر.
في أوكلاهوما، ينضم إليه أيضًا نهر كاريزو كريك الشمالي شمال شرق كنتون، ونهر كريك تيسسكيت إلى الشرق من كينتون، وجنوب كاريزو كريك إلى الشرق. بالإضافة إلى ذلك، تنضم إليه أنهار كولد سبرينغز و أوتي كانيون وفلاج سبرينغز قبل العبور إلى كانساس. يتدفق النهر على طول الحواف الجنوبية لبلاك ميسا، أعلى نقطة في أوكلاهوما. عندما يعبر لأول مرة حدود كانساس، يتدفق النهر عبر منطقة سيمارون الوطنية.
في غوثري، ينضم إلى نهر سيماروس نهر كوتونوود، في موقع معروف بالفيضانات المتكررة. 
تم تصنيف جودة مياه سيمارون على أنها ضعيفة لأن النهر يتدفق عبر رواسب معدنية طبيعية وسهول ملحية وينابيع مالحة، حيث يذيب كميات كبيرة من المعادن. كما تجمع كميات من التربة الحمراء التي يحملها إلى نهايته. قبل بناء سد كيستون، كان هذا الطمي كافياً لتغيير لون نهر أركنساس في اتجاه مجرى النهر.

### المستكشفون الأوائل

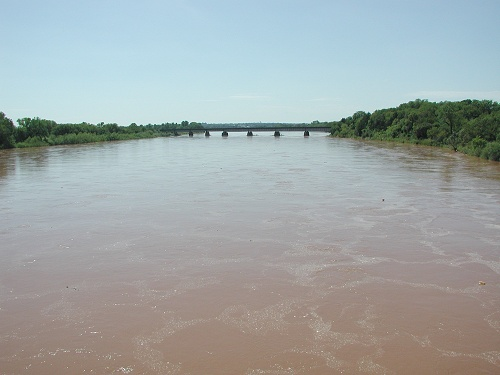
نهر سيمارون بالقرب من بلدة غوثري، أوكلاهوما في مرحلة الفيضان. الصورة مقدمة من خدمة الطقس الوطنية.

كان أول الأوروبيين الذين إستكشفوا نهر سيمارون هم الكونكيستدور بقيادة فرانسيسكو فاسكيز دي كورونادو في عام 1541. حيث لم يفعل الأسبان الكثير لاستغلال المنطقة. طالبت قبيلة أوساج بمعظم الأراضي الواقعة غرب التقاء نهر سيمارون وأركنساس. في عام 1819 اكتشف توماس نوتال أن الجزء الجنوبي من النهر وكتب تقريرًا يصف النباتات والحيوانات التي وجدها هناك. في عام 1821، تخلصت المكسيك من الحكم الإسباني وافتتح ويليام بيكنيل طريق سانتا في تريل.